# 褐色光肋螺
褐色光肋螺（学名：Viriola interfilatus）为左錐螺科雙肋螺屬下的一个种。